# لیزل
لیزل (به لاتین: Leisele) یک منطقهٔ مسکونی در بلژیک است که در الوورنژم واقع شده‌است. لیزل ۱۵٫۳۸ کیلومتر مربع مساحت و ۷۷۴ نفر جمعیت دارد.